# Collegio plurinominale Toscana - 02 (Senato della Repubblica)
Il collegio elettorale plurinominale Toscana - 02 è stato un collegio elettorale plurinominale della Repubblica Italiana per l'elezione del Senato tra il 2017 ed il 2022.

## Territorio
Come previsto dalla legge elettorale italiana del 2017, il collegio era stato definito tramite decreto legislativo all'interno della circoscrizione Toscana.
Il collegio comprendeva la zona definita dai tre collegi uninominali Toscana - 04 (Arezzo), Toscana - 06 (Pisa) e Toscana - 07 (Livorno).

## Dati elettorali

### XVIII legislatura
Come previsto dalla legge elettorale, 193 senatori erano eletti in 33 collegi plurinominali con ripartizione proporzionale a livello regionale tra le coalizioni e le singole liste che avessero superato la soglia di sbarramento stabilita.
Nel collegio venivano eletti 7 senatori.
| Liste          | Liste                                       | Proporzionale | Proporzionale | Proporzionale | Maggioritario | Maggioritario | Maggioritario |  |
| Liste          | Liste                                       | Voti          | %             | Seggi         | Voti          | %             | Seggi         |  |
| -------------- | ------------------------------------------- | ------------- | ------------- | ------------- | ------------- | ------------- | ------------- |  |
|                | Lega                                        | 163 012       | 18,80         | 1             | 288 666       | 33,30         | 2             |  |
|                | Forza Italia                                | 86 189        | 9,94          | –             | 288 666       | 33,30         | 2             |  |
|                | Fratelli d'Italia                           | 34 831        | 4,02          | –             | 288 666       | 33,30         | 2             |  |
|                | Noi con l'Italia – UDC                      | 4 634         | 0,53          | –             | 288 666       | 33,30         | 2             |  |
|                | Partito Democratico                         | 252 801       | 29,16         | 2             | 281 602       | 32,48         | 1             |  |
|                | +Europa                                     | 20 245        | 2,34          | –             | 281 602       | 32,48         | 1             |  |
|                | Italia Europa Insieme                       | 5 571         | 0,64          | –             | 281 602       | 32,48         | 1             |  |
|                | Civica Popolare                             | 2 985         | 0,34          | –             | 281 602       | 32,48         | 1             |  |
|                | Movimento 5 Stelle                          | 218 494       | 25,20         | 1             | 218 494       | 25,20         | –             |  |
|                | Liberi e Uguali                             | 36 115        | 4,17          | –             | 36 115        | 4,17          | –             |  |
|                | Potere al Popolo!                           | 15 261        | 1,76          | –             | 15 261        | 1,76          | –             |  |
|                | Partito Comunista                           | 9 018         | 1,04          | –             | 9 018         | 1,04          | –             |  |
|                | CasaPound                                   | 7 570         | 0,87          | –             | 7 570         | 0,87          | –             |  |
|                | Il Popolo della Famiglia                    | 4 468         | 0,52          | –             | 4 468         | 0,52          | –             |  |
|                | Italia agli Italiani (FN - MSFT)            | 4 090         | 0,47          | –             | 4 090         | 0,47          | –             |  |
|                | Per una Sinistra Rivoluzionaria (PCL - SCR) | 1 692         | 0,20          | –             | 1 692         | 0,20          | –             |  |
| Totale         | Totale                                      | 866 976       | 100           | 4             | 866 976       | 100           | 3             |  |
|                |                                             |               |               |               |               |               |               |  |
| Schede bianche | Schede bianche                              | 8 702         | 0,97          |               |               |               |               |  |
| Schede nulle   | Schede nulle                                | 17 238        | 1,93          |               |               |               |               |  |
| Votanti        | Votanti                                     | 892 916       | 77,46         |               |               |               |               |  |
| Elettori       | Elettori                                    | 1 152 749     |               |               |               |               |               |  |

## Eletti

### Eletti maggioritario
Eletti nella coalizione di centro-sinistra (PD - +EUR - Insieme - CP)
     Eletti nella coalizione di centro-destra (Lega - FI - FdI - NcI-UDC)
| Collegio uninominale | Eletto | Eletto           | Partito |
| -------------------- | ------ | ---------------- | ------- |
| 4. Arezzo            |        | Riccardo Nencini | PSI     |
| 6. Pisa              |        | Rosellina Sbrana | Lega    |
| 7. Livorno           |        | Roberto Berardi  | FI      |

1. ↑  Aderisce al gruppo misto, componente «PSI-MAIE»; in data 04.06.2018 alla componente «PSI»; in data 18.09.2019 al gruppo Italia Viva-P.S.I..
2. ↑  In data 18.11.2021 aderisce al gruppo misto, non iscritti; in data 27.01.2022 al gruppo Uniti per la Costituzione-C.A.L. (Costituzione, Ambiente, Lavoro); in data 29.01.2022 torna nel gruppo misto, non iscritti; in data 27.04.2022 aderisce al gruppo Uniti per la Costituzione-CAL.

### Eletti proporzionale
| Partito Democratico              | Movimento 5 Stelle | Lega           |
| -------------------------------- | ------------------ | -------------- |
|                                  |                    |                |
| Francesco Bonifazi Caterina Bini | Gregorio de Falco  | Tiziana Nisini |

1. ↑  In data 18.09.2019 aderisce a Italia Viva-P.S.I..
2. ↑  In data 04.01.2019 aderisce al gruppo misto, non iscritti; in data 18.11.2020 alla componente «+Europa - Azione»; in data 26.01.2021 a Europeisti-MAIE-Centro Democratico; in data 30.03.2021 torna nel gruppo misto, non iscritti.